# Mark Fodya
Mark Fodya (Lilongwe, 22 dicembre 1997) è un calciatore malawiano, difensore del Silver Strikers e della nazionale malawiana.

## Caratteristiche tecniche
È un terzino sinistro.

## Carriera

### Nazionale
Ha debuttato in nazionale il 9 luglio 2021, in Malawi-Zimbabwe (2-2). Ha partecipato, con la nazionale, alla Coppa d'Africa 2021.

## Statistiche

### Cronologia presenze e reti in nazionale
Statistiche aggiornate al 3 ottobre 2022.

| Cronologia completa delle presenze e delle reti in nazionale ― Malawi | Cronologia completa delle presenze e delle reti in nazionale ― Malawi | Cronologia completa delle presenze e delle reti in nazionale ― Malawi | Cronologia completa delle presenze e delle reti in nazionale ― Malawi | Cronologia completa delle presenze e delle reti in nazionale ― Malawi | Cronologia completa delle presenze e delle reti in nazionale ― Malawi | Cronologia completa delle presenze e delle reti in nazionale ― Malawi | Cronologia completa delle presenze e delle reti in nazionale ― Malawi |
| Data                                                                  | Città                                                                 | In casa                                                               | Risultato                                                             | Ospiti                                                                | Competizione                                                          | Reti                                                                  | Note                                                                  |
| --------------------------------------------------------------------- | --------------------------------------------------------------------- | --------------------------------------------------------------------- | --------------------------------------------------------------------- | --------------------------------------------------------------------- | --------------------------------------------------------------------- | --------------------------------------------------------------------- | --------------------------------------------------------------------- |
| 9-7-2021                                                              | Gqeberha                                                              | Malawi                                                                | 2 – 2                                                                 | Zimbabwe                                                              | COSAFA Cup 2021 - Gironi                                              | -                                                                     |                                                                       |
| 11-7-2021                                                             | Gqeberha                                                              | Mozambico                                                             | 2 – 0                                                                 | Malawi                                                                | COSAFA Cup 2021 - Gironi                                              | -                                                                     |                                                                       |
| 13-7-2021                                                             | Gqeberha                                                              | Malawi                                                                | 1 – 1                                                                 | Namibia                                                               | COSAFA Cup 2021 - Gironi                                              | -                                                                     |                                                                       |
| 31-12-2021                                                            | Gedda                                                                 | Malawi                                                                | 2 – 1                                                                 | Comore                                                                | Amichevole                                                            | -                                                                     |                                                                       |
| 25-1-2022                                                             | Yaoundé                                                               | Marocco                                                               | 2 – 1                                                                 | Malawi                                                                | Coppa d'Africa 2021 - Sedicesimi di finale                            | -                                                                     | 79’                                                                   |
| Totale                                                                |                                                                       | Presenze                                                              | 5                                                                     |                                                                       | Reti                                                                  | 0                                                                     |                                                                       |